# Pane Graham
Il pane Graham (dall'inglese Graham bread) è stato inventato da Sylvester Graham, un riformatore del diciannovesimo secolo convinto che una dieta vegetariana basata sul pane cotto in casa facesse parte di uno stile di vita salutare.
Esattamente come i cracker Graham, il pane di Graham era ricco di fibre e ricavato dalla farina Graham, una particolare varietà di farina integrale esente da additivi chimici, come l'allume e il cloro, che erano comuni nel pane bianco dell'epoca. Sosteneva infatti che questi additivi chimici non fossero salutari.